# Damsel (película de 2024)
Damsel es una película estadounidense de fantasía, acción y fantasía oscura de 2024 dirigida por Juan Carlos Fresnadillo, escrita por Dan Mazeau y protagonizada por Millie Bobby Brown, Nick Robinson, Angela Bassett, Robin Wright, Ray Winstone y Brooke Carter. El argumento sigue a Elodie, una joven quien acepta una propuesta de matrimonio sólo para darse cuenta de que está siendo utilizada para pagar las antiguas deudas de una familia real y ahora debe escapar mientras sobrevive a los ataques del dragón que acecha en el abismo.
Se estrenó en la plataforma de streaming Netflix el 8 de marzo de 2024.

## Sinopsis
Una princesa se sorprende al descubrir que será sacrificada a la dragona de las cavernas del reino, después de casarse con su príncipe azul. Debe sobrevivir el tiempo suficiente hasta que alguien venga a salvarla, pero nadie vendrá.

## Reparto
- Millie Bobby Brown como la princesa Elodie[2]
- Nick Robinson como el príncipe Henry
- Ray Winstone como Lord Bayford, padre de Elodie y Floria
- Angela Bassett como Lady Bayford, madrastra de Elodie y Floria[2]
- Robin Wright como la reina Isabel[2]
- Milo Twomey como el rey Roderick[2]
- Sam Sharma como un caballero
- Brooke Carter como la princesa Floria, la hermana menor de Elodie
- Shohreh Aghdashloo como la voz de la dragona[3]

## Producción
Damsel se anunció en marzo de 2020, con Juan Carlos Fresnadillo como director, Joe Roth y Jeff Kirschenbaum como productores, y el guion escrito por Dan Mazeau. Posteriormente Evelyn Skye realizó la novelización del guion original. En noviembre de 2020, Millie Bobby Brown fue elegida para interpretar a la princesa Elodie, además de ser productora ejecutiva de la película, con un presupuesto previsto de entre sesenta y setenta millones de dólares.
La película comenzó a rodarse en febrero de 2022, y se prolongó hasta el 1 de julio de 2022 en Tomar, un municipio del distrito de Santarém en Portugal. En abril de 2022, Angela Bassett se unió al reparto, al igual que Nick Robinson, Robin Wright, Ray Winstone, Brooke Carter y Shohreh Aghdashloo.

## Estreno
Fue estrenada por la plataforma de streaming Netflix el 8 de marzo de 2024.
Tras su estreno los medios resaltaron la particularidad de este cuento de hadas donde los principales personajes son todos femeninos y «la princesa se convierte en la heroína y el príncipe en un auténtico villano».